# Новопушкінське
Новопушкінське (рос. Новоселово) — селище у Енгельському районі Саратовської області Російської Федерації.
Населення становить 533 особи. Належить до муніципального утворення місто Енгельс.

## Історія
Населений пункт розташований у межах українського історичного та культурного регіону Жовтий Клин.
До 1941 року належав до АРСР Німців Поволжя. Орган місцевого самоврядування від 2004 року — місто Енгельс.

## Населення
| 2002 | 2010  |
| ---- | ----- |
| 3390 | ↘3300 |